# Titanophoneus
Titanophoneus ("assassino potente e gigante") era um carnívoro terapsídeo do grupo Dinocephalia, relacionado ao Estemmenosuchidae, porém viveram 5 milhões de anos mais tarde do que os Estemmenosuchus, durante o Permiano. Restos deste animal foram encontrados em Isheevo na Rússia.
Um crânio adulto atingia 80 centímetros com um longo e pesado focinho. A cauda longa e membros curtos mostram que o espécime era um terapsídeo primitivo, ao contrário do Inostrancevia que estava mais evoluido. A abertura temporal é mais avançada do que o Estemmenosuchidae mas menos avançada do que o Inostrancevia. Seu comprimento total seria de 2,85 metros.
Os dentes são grandes, com 12 incisivos grandes seguidos por 2 caninos e vários dentes menores no fundo. Titanophoneus é uma reminiscência do Sphenacodontidae Pelicossauros, que inclui o Dimetrodon.

## Galeria

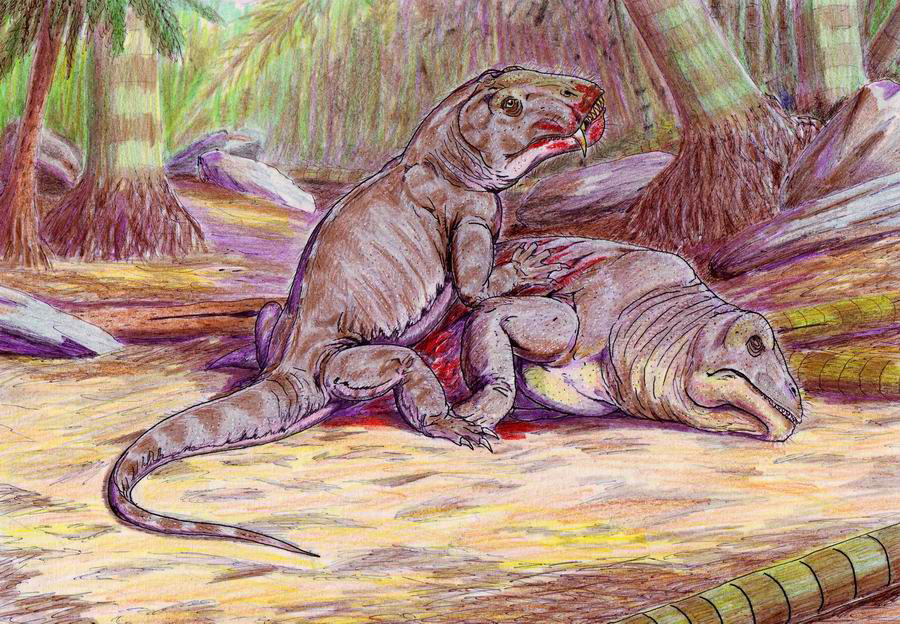
Ilustração de dois Titanophoneus
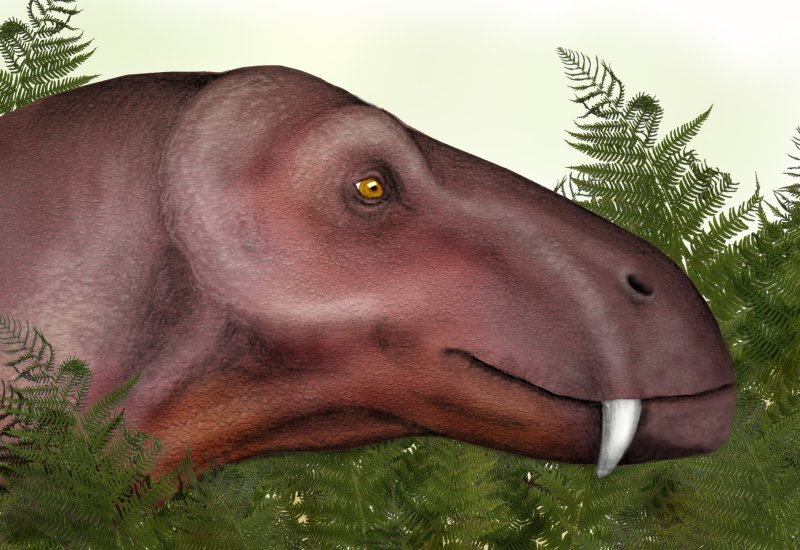
Ilustração da cabeça
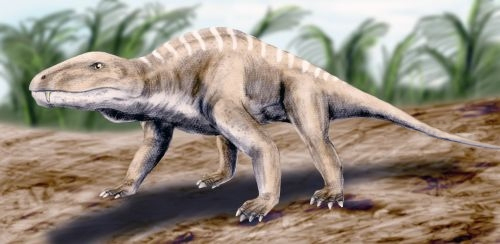
Ilustração de corpo inteiro
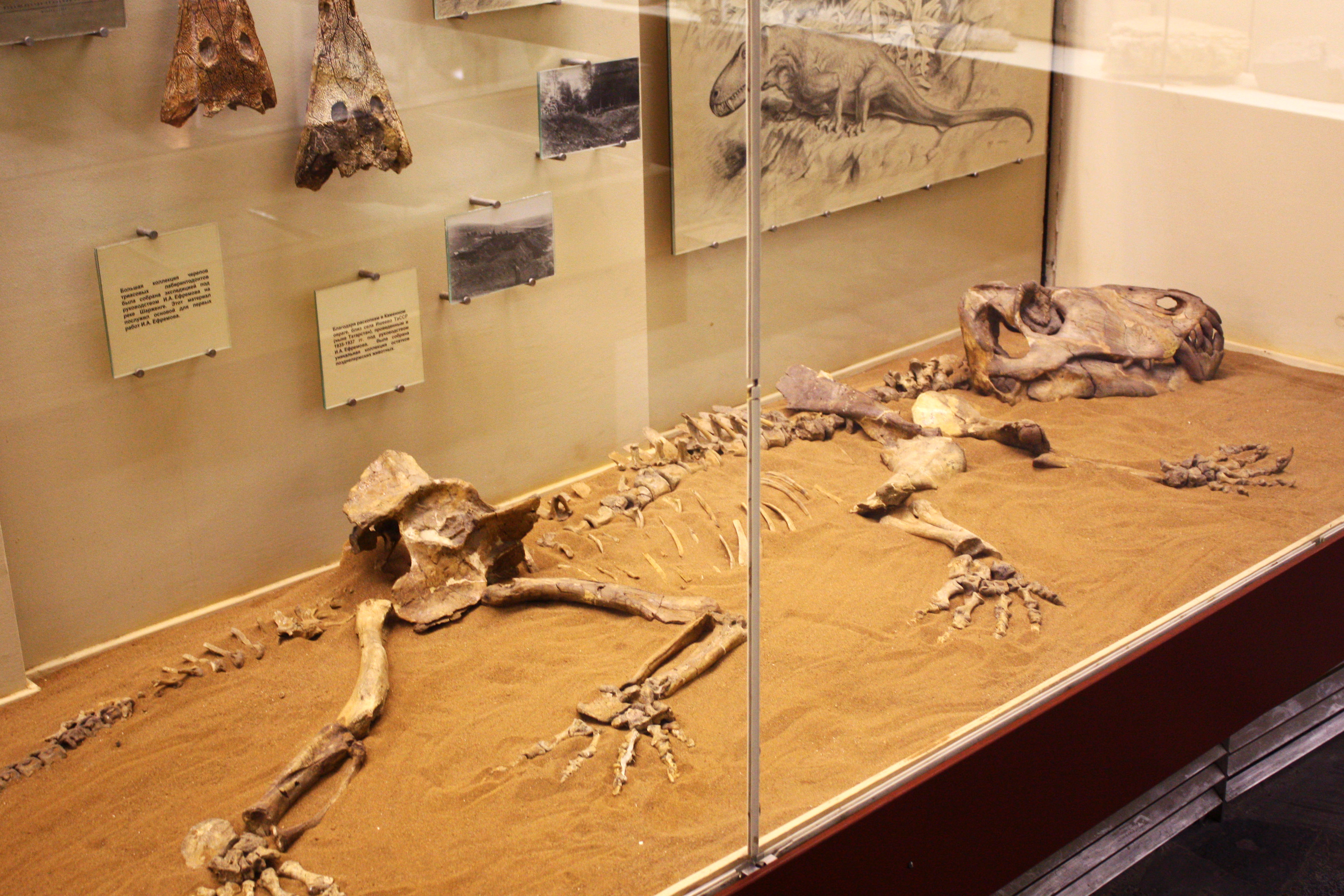
Vestígios fósseis
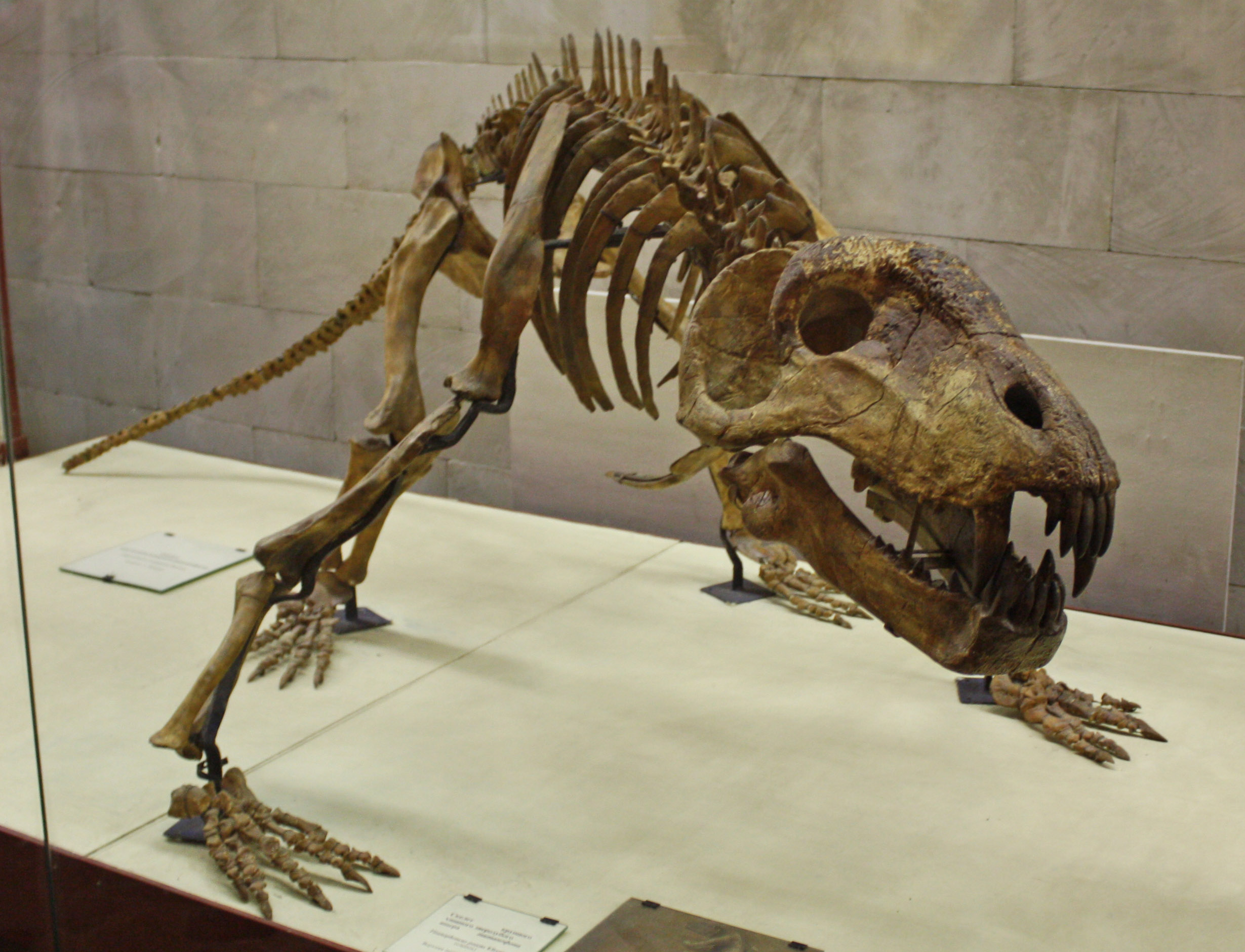
Esqueleto